# Gabriela Garton
Gabriela Nicole Garton (Rochester, 27 maggio 1990) è una calciatrice argentina, portiere del Melbourne Victory e della nazionale argentina.
Nata nel Minnesota, Stati Uniti d'America, da padre statunitense e madre argentina, dopo aver iniziato la carriera in patria, giocando nei tornei di calcio universitario femminile, dopo aver concluso gli studi si trasferisce nel paese materno, in Argentina, continuando la carriera prima nel River Plate, trasferendosi poi al UAI Urquiza, squadra con la quale ha ottenuto il terzo posto nella Coppa Libertadores femminile 2015. Nell'ultima parte della carriera, dopo essersi trasferita in Australia, ottiene il suo primo titolo vincendo con il Melbourne Victory la W-League al termine del campionato 2020-2021.

## Carriera

### Nazionale
Nel 2019 partecipa al campionato mondiale con la nazionale argentina.

## Palmarès

### Club
- Campionato australiano: 1

Melbourne Victory: 2020-2021